# زيمخيثا نيوكا
زيمخيثا نيوكا (بالإنجليزية: Zimkhitha Nyoka)‏ (مواليد 6 أكتوبر 1990) هي مُمثلة جنوب أفريقية. عُرفت زيمخيثا أكثر عن دورها في فيلم فايا سنة 2016، وقد رُشحت عن هذا الدور في فئة جائزة الأكاديمية الأفريقية للأفلام لأفضل ممثلة في دور رئيسي سنة 2017.

## روابط خارجية
زيمخيثا نيوكا على موقع IMDb (الإنجليزية)
- زيمخيثا نيوكا على موقع قاعدة بيانات الفيلم (الإنجليزية)